# Пйотр Глинський
Пйотр Тадеуш Глинський (або Ґлінський; пол. Piotr Tadeusz Gliński; 20 квітня 1954, Варшава, Мазовецьке воєводство, Польща) — польський соціолог і політик. Діючий міністр культури та національної спадщини. Колишній віце-прем'єр-міністр.

## Біографія
Пйотр Тадеуш Глинський народився 20 квітня 1954 року в столиці Польщі — Варшава. Навчався в Інституті економічних наук та соціології при Варшавському університеті. У 1978 році здобув ступінь магістра з економіки. Закінчив докторантуру на кафедрі вивчення стилю життя (пол. Zakładzie Badań nad Stylami Życia) Інституту філософії та соціології Польської академії наук. У 1984 році отримав ступінь доктора філософії в гуманітарних науках. Він також був докторантом Інституту філософії та соціології Польської академії наук у 1997 році. В 2008 році отримав звання професора гуманітарних наук. З 1998 року завідувач кафедри соціології соціальних структур при Інституті соціології Білостоцького університету. У період з 1970 по 1980-ті роки був активістом опозиційного руху «Солідарність», де серед іншого був членом Комісії з втручання та медіації в Мазовецькому воєводстві. У 2010 році тогочасний президент Польщі Лех Качиньський призначив його членом Національної ради з питань розвитку, а через деякий час — членом координаційної групи цього органу. У 2011 році за «видатні досягнення в бізнесі, розбудову громадянського суспільства і соціальну роботу» тогочасний президент Польщі Броніслав Коморовський нагородив пана Пйотра Орденом відродження Польщі (офіцерський хрест). З 2010 року співпрацює з організацією «Право та справедливість» (пол. Prawem i Sprawiedliwością). 15 лютого 2014 року став головою Ради цієї організації. Глинський член політичної партії Право і справедливість. На парламентських виборах 2015 році був обраний депутатом Сейму 8-го скликання від Лодзинського воєводства. З 2014 року вже протягом чотирьох років відстоює ідею створення музею пам'яті Варшавського гетто.

### Родина
Одружений із Ренатою Козлицькою-Глинською (нар. 1975. У шлюбі двоє дітей: донька Целіна (пол. Celina, нар. 2006), та син — 2017 року народження.

### Нагороди
- Орден Відродження Польщі (Офіцерський Хрест).
- Орден князя Ярослава Мудрого V ст. (Україна, 23 серпня 2022) — за значні особисті заслуги у зміцненні міждержавного співробітництва, підтримку державного суверенітету та територіальної цілісності України, вагомий внесок у популяризацію Української держави у світі[7]

### Публікації
- Piotr Gliński. Ekonomiczne uwarunkowania stylu życia: rodziny miejskie w Polsce w latachn siedemdziestiątych. — Polska Akademia Nauk, 1983. — 507 с.

- Piotr Gliński. Polscy Zieloni: ruch społeczny w okresie przemian. — Wydawn. IFiS PAN, 1996. — 457 с. — ISBN 9788386166510.
- Piotr Gliński. Style działań organizacji pozarządowych w Polsce: grupy interesu czy pożytku publicznego?. — Wydawn. IFiS PAN, 2006. — 287 с. — ISBN 9788373881044.